# 绞螳属
绞螳属（学名：Pnigomantis）为螳科的一个属。

## 下属物种
本属包括以下物种：
- 中敛绞螳 Pnigomantis medioconstricta Westwood, 1889